# Alnus mandshurica
Alnus mandshurica es una especie de árbol perteneciente a la familia de las betuláceas.

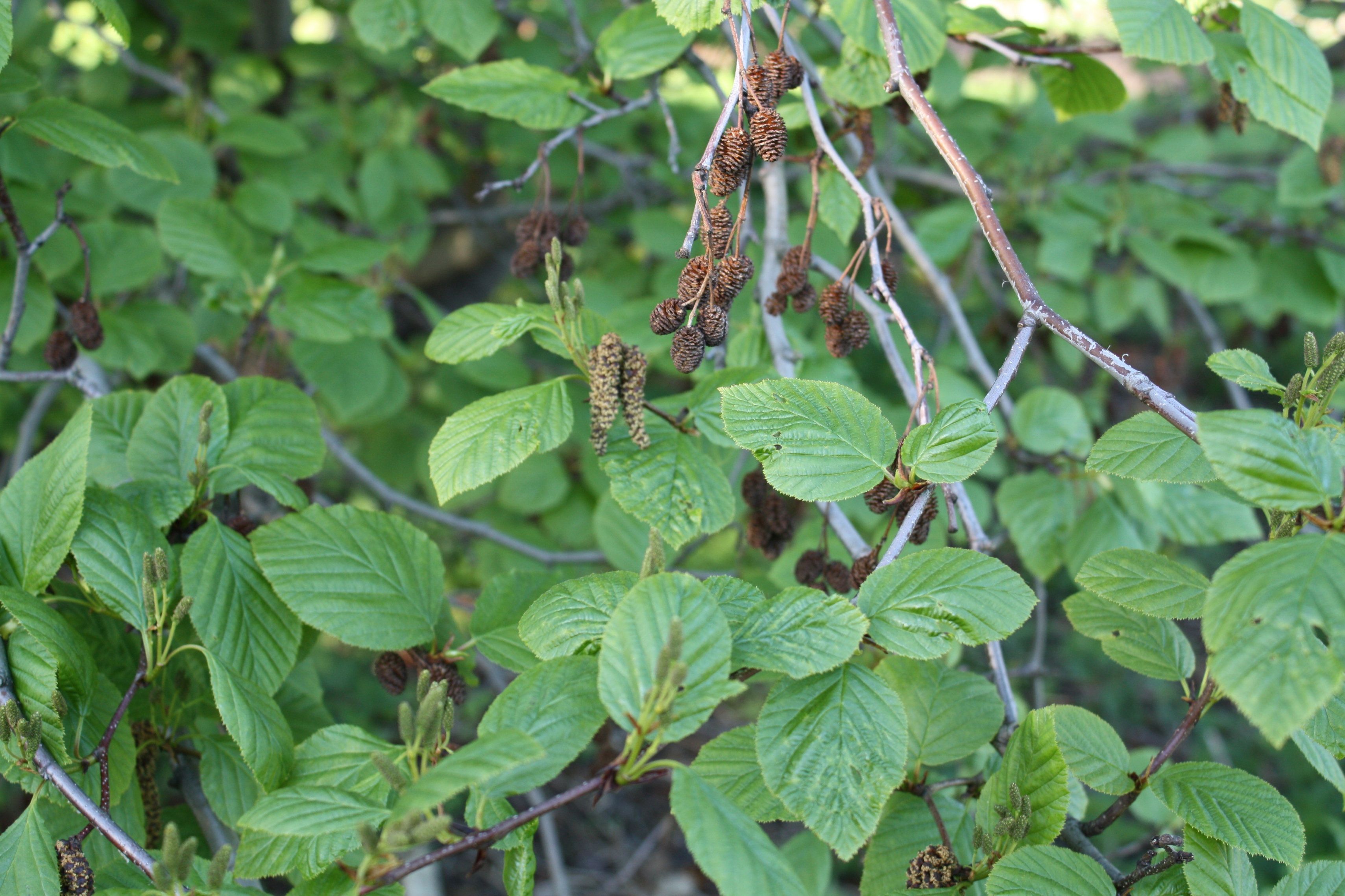
Hojas

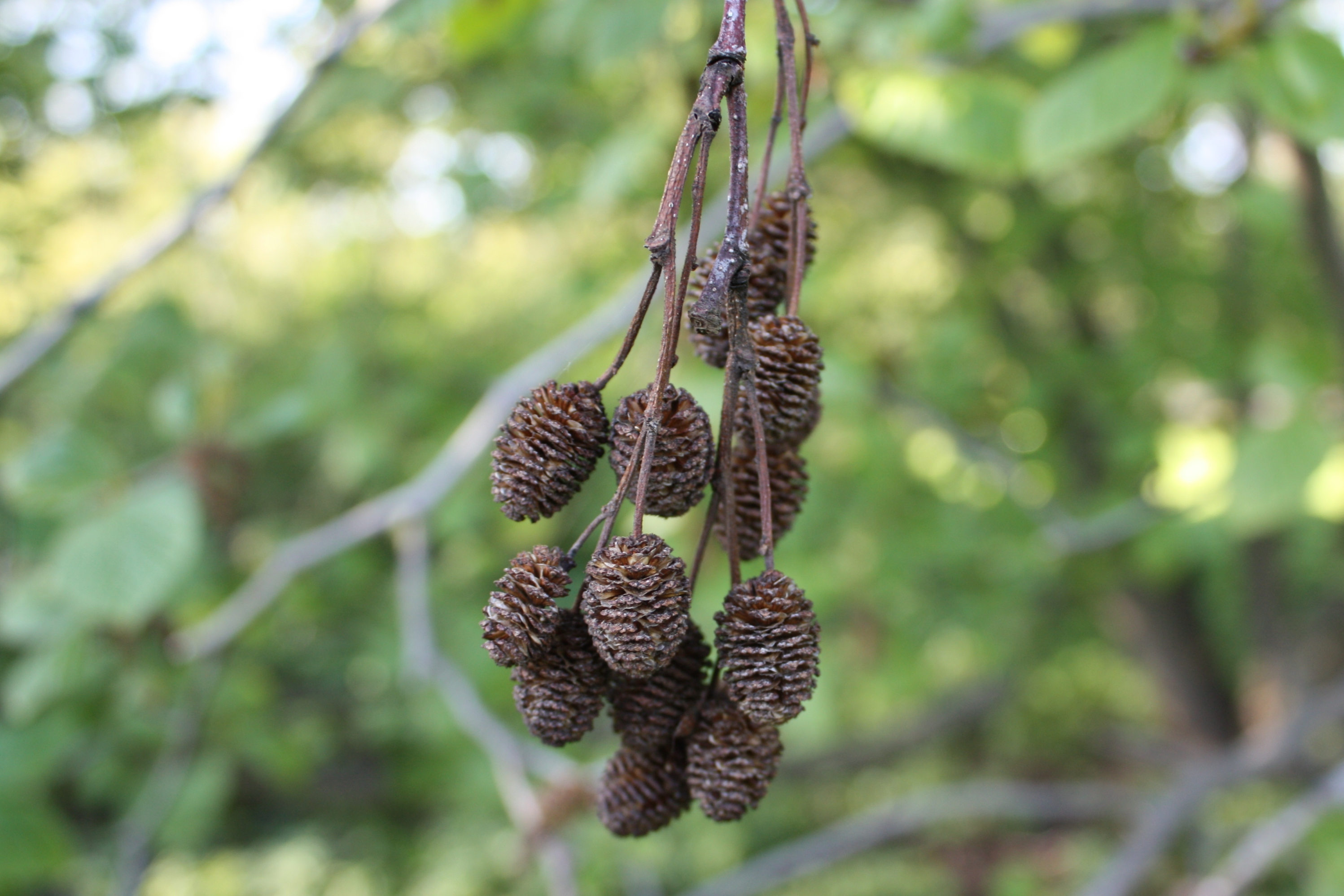
Frutos

## Descripción
Son arbustos o árboles que alcanza un tamaño de 10 m de altura; corteza gris oscuro, lisa. Ramas gris-marrón, glabra.  Pecíolo robusta, 0,5-2 cm, glabras o escasamente pubescentes, a veces resinosa glandular; lámina de la hoja ampliamente ovadas, elípticas, o ampliamente elípticas, de 4-10 x 2,5-8 cm. Inflorescencias femeninas 3-6 en un racimo, oblongas o globosa, 1-2 cm; pedúnculos colgante, 0,5-2 (-3) cm, delgado, glabro o pubescente escasamente; brácteas 3-4 mm, leñosa, cuneadas en la base, ápice redondeado, 5 lóbulos.  Núculas de 2 mm, con alas membranosas  tan amplias como la nuez. Fl. mayo-julio, fr. julio-agosto.

## Distribución geográfica
Se encuentra en los bosques templados, los arroyos; a una altitud de 200-1900 metros en Heilongjiang, Jilin, Liaoning, Mongolia Interior, Corea del Norte, Rusia (Lejano Oriente).

## Taxonomía
Alnus mandshurica fue descrita por (Callier) Hand.-Mazz.  y publicado en Oesterreichische Botanische Zeitschrift 81: 306–307. 1932.
Etimología
Alnus: nombre genérico del latín clásico para este género.
mandshurica: epíteto geográfico que alude a su localización en Manchuria.
Sinonimia
- Alnaster manshuricus Jarm.
- Duschekia mandshurica (Callier ex C.K. Schneid.) Pouzar
- Duschekia manschurica (Callier ex Kom.) Pouzar[4][5]